# Marcion thành Sinope
Marcion thành Sinope (tiếng Hy Lạp: Μαρκίων Σινώπης; 85 – 160) là một nhân vật quan trọng của Kitô giáo sơ khai. Marcion giảng dạy rằng Thiên Chúa mà Phúc Âm nói đến, đấng đã sai Chúa Giêsu đến thế gian trong vai trò Messiah, mới chính là Đấng Tối Cao thật, một vị thần khác hẳn so với đấng tạo hóa của Do Thái giáo được nói đến trong Cựu Ước. Ông tự coi mình là môn đồ của sứ đồ Phaolô, người mà ông cho là sứ đồ thực sự duy nhất của Chúa Giêsu Kitô.
Các giáo phụ như Justinô, Irênê và Tertullianus đã tuyên bố Marcion là dị giáo vì ông có quan điểm giống với những quan điểm của thuyết Trí Huệ, và ông đã bị hội thánh Roma dứt phép thông công khoảng năm 144. Bất chấp sự lên án này, giáo thuyết của Marcion vẫn có ảnh hưởng rất lớn trong 150 năm tiếp theo, là một mối đe dọa trực tiếp tới giáo hội. Giáo thuyết Marcion cuối cùng chỉ bị chính thức khai trừ tại Công đồng đầu tiên tại Nicea vào năm 327.
Ông đã đưa ra quy điển kinh thánh Tân Ước đầu tiên, trong đó có mười thư tín của Phaolô (không bao gồm các thư tín mục vụ) và một phiên bản ngắn hơn của Phúc Âm Luca (Phúc Âm theo Marcion). Việc này khiến ông trở nên một nhân tố kích thích quá trình phát triển quy điển của Thánh Kinh Tân Ước, vì mặc dù không chấp nhận phiên bản quy điển của Marcion, giáo hội sơ khai đã bị tác động mạnh và buộc phải xây dựng quy điển Thánh Kinh Tân Ước chính thức.
Ngày nay, Marcion thường không bị đánh đồng với Trí Huệ phái vì giáo lý của ông khác biệt đáng kể so với tư tưởng ngộ đạo nói chung.

## Cuộc đời
Epiphanius trong tác phẩm Panarion ghi lại rằng Marcion sinh năm 85 là con trai một giám mục thành Sinope ở Pontus, thuộc Thổ Nhĩ Kỳ ngày nay. Khi Marcion đã già, ông được Rhodo và Tertullianus lần lượt mô tả như là một "thủy thủ" và "chủ tàu". Năm 394, Epiphanius nêu rằng sau khi bắt đầu cuộc đời khổ tu, Marcion đã dụ dỗ một trinh nữ nên bị cha mình từ mặt, bắt phải rời khỏi quê nhà. Nhiều học giả vẫn nghi ngờ chi tiết này, cho rằng chỉ lời đồn thổi ác ý. Gần đây hơn, Bart D. Ehrman cho rằng "vụ quyến rũ trinh nữ" này là một ngụ ý về sự mê hoặc của chủ thuyết Marcion đối với Giáo hội Kitô giáo vốn được minh họa như một trinh nữ kiên trinh.
Vào khoảng cuối thập niên 130, lúc này Marcion có lẽ đã được thụ phong giám mục, ông đi đến Roma. Ông ghé qua Smyrna, gặp gỡ Polycarp, và đặt chân đến Roma khoảng năm 139. Ông gia nhập hội thánh ở La Mã và rất được kính trọng trong cộng đồng Kitô hữu. Một câu chuyện truyền khẩu kể rằng Marcion đã dâng hiến một khoản lớn là 200.000 đồng sester cho hội thánh tại đó. Về sau khi bị vạ tuyệt thông, khoản đóng góp này được trả lại cho Marcion.
Marcion ở lại Roma trong 5 năm, giảng dạy và xây dựng nền tảng đức tin Kitô giáo dựa trên các trước tác lưu truyền đương thời. Marcion đã phát triển hệ thống thần học của riêng mình dựa trên việc giải thích sứ điệp của Chúa Giêsu và tập hợp nhiều tín đồ quanh mình.
Theo các nguồn tư liệu chống Marcion, thầy dạy của Marcion là Cerdo phái Simon (thuật sĩ Simon). Irênê viết rằng "Có kẻ tên Cerdo phái Simon, đã đến Roma dưới thời Hyginus... và dạy rằng thân vị được Luật pháp và Lời tiên tri tuyên xưng là Thiên Chúa không phải là Cha của Chúa Giêsu Kitô của chúng ta". Tuy khẳng định này không chắc chắn nhưng khả năng lớn là họ đã gặp gỡ nhau.
Marcion chủ trương cộng đồng Kitô giáo phải quay về với sứ điệp nguyên bản của Chúa Giêsu vì cho rằng nhiều nơi đang bóp méo nó. Ông thuyết giảng trở lại Kitô giáo nguyên thủy, nếp sống khổ hạnh và kiêng ăn. Marcion nỗ lực nhằm mục đích tách Kitô giáo ra khỏi giáo lý Cựu Ước của Do Thái giáo.
Sau cuộc đối đầu với giám mục Piô của Roma, Marcion đã bị dứt phép thông công với hội thánh Roma khoảng giữa năm 144. Khi đó, ông đã gửi một lá thư cho hội chúng để bảo vệ quan điểm của mình. Sau đó, Marcion cùng những người ủng hộ mình ở Roma, bắt đầu tổ chức các cộng đoàn tách biệt với giáo hội La Mã, và đã rất thành công. Hội thánh của ông từ Roma lan rộng ra những nơi khác, đến tận Syria. Đương thời, Justinô đã phát biểu về Marcion: "Nhiều kẻ tin rằng chỉ duy nhất người này biết được chân lý và họ cười nhạo chúng ta."
Marcion trở lại Tiểu Á, tiếp tục thuyết giảng, phát triển một cộng đoàn rộng lớn do ông làm giám mục. Đồng thời ở diễn biến ngược lại, Giám mục Anicêtô thành Roma (tức là Giáo hoàng) đã kịch liệt chống lại những kẻ theo phái Marcion, thậm chí vào những năm 150 đã cấm các linh mục để tóc dài (có lẽ vì những người theo thuyết Trí Huệ để tóc dài).
Tertullianus trong tác phẩm De Praescriptionibus contra Haereticos (Chống lạc giáo, viết khoảng năm 200) cho rằng Marcion xưng nhận ăn năn và chấp nhận với các điều kiện đưa ra để được hòa giải thông công lại với giáo hội, nhưng đã không kịp thực hiện trước khi qua đời năm 160.
Giáo phái Marcion phát triển mạnh vào sinh thời Marcion, trở thành đối thủ lớn của Giáo hội Công giáo sơ khai. Sau khi ông qua đời, giáo phái vẫn tiếp tục theo đường hướng của ông và tồn tại trải qua các biến cố tranh biện trong lịch sử Cơ Đốc, kể cả khi bị chính quyền coi là bất hợp pháp trong nhiều thế kỷ.

## Luận thuyết
Nghiên cứu kinh điển Hê-bơ-rơ cùng các trước tác lưu hành trong Giáo hội thời sơ khai đã dẫn Marcion đến kết luận rằng nhiều lời dạy của Chúa Giêsu không phù hợp với hành động của vị thần Yahweh hiếu chiến trong Kinh Thánh Do Thái. Marcion hành động bằng cách khai triển một hệ thống đức tin nhị nguyên vào khoảng năm 144.  Thuyết này phân biệt hai vị thần (chúa) - một vị siêu việt cao cấp hơn và một vị thấp hơn chính là đấng tạo hóa và cai trị thế giới này - từ đó cho phép Marcion thống nhất mâu thuẫn giữa nhận thức của ông về thần học Cựu Ước và Phúc Âm được Tân Ước bày tỏ.
Tuy nhiên, đối lập với các nhà lãnh đạo khác trong Giáo hội sơ khai, Marcion tuyên bố rằng Kitô giáo hoàn toàn không phải là sự kế tục Do Thái giáo và phủ nhận kinh Tanakh. Marcion không nói rằng kinh Do Thái sai. Thay vào đó, ông khẳng định phải hiểu Cựu Ước theo nghĩa đen, với nền tảng coi Yaweh không phải là Thiên Chúa được Chúa Giêsu nhắc đến. Chẳng hạn, Marcion phê phán câu chuyện Khởi Nguyên ký thuật việc Yahweh đi lại trong vườn địa đàng hỏi Adam đang ở đâu, chứng tỏ rằng Yahweh có một thể xác hữu hình và trí tuệ hữu hạn, không thể so được với Cha Thiên Thượng toàn năng mà Chúa Giêsu tuyên xưng. Theo Marcion, vị chúa trong Cựu Ước mà ông gọi là thần Hóa Công (δημιουργός, dēmiourgos hay Demiurge), tức đấng tạo hóa, là một thần linh đầy ghen tuông của các bộ tộc Do Thái, đã tạo ra luật pháp và trừng phạt loài người vì tội lỗi bằng đau khổ và cái chết. Ngược lại, Thiên Chúa mà Chúa Giêsu tuyên xưng là một vị thần khác hẳn, một vị Chúa bao trùm đầy yêu thương trắc ẩn nhìn xuống nhân loại với lòng nhân từ thương xót. Marcion viết tác phẩm Antitheses (Các phản đề) làm rõ sự trái ngược giữa chúa của Cựu Ước (demiurge) với Cha Thiên Thượng trong Tân Ước.
Giáo thuyết Marcion xứ Pontus vẫn tồn tại và dạy dỗ người ta thừa nhận một Thiên Chúa khác cao hơn đấng tạo hóa.— Justinô Tử đạo, Apologia

Marcion công nhận Chúa Giêsu là con của Cha Thiên Thượng nhưng trên quan điểm sự nhập thể chỉ dừng lại ở phần tâm linh, nghĩa là phần con người của Chúa Giêsu chỉ là thân xác vật chất bình thường, từ đó cũng phủ nhận luôn sự giáng sinh, sự chết và sự phục sinh của Giêsu.
Marcion là người đầu tiên đưa ra giáo luật Cơ Đốc, chỉ bao gồm mười một sách chia làm hai phần: phần Phúc Âm là Phúc Âm Luca đã bị cắt xén, và phần Công Vụ gồm tuyển tập mười thư tín của sứ đồ Phaolô cũng ngắn hơn bản kinh luật chính thức về sau (như ngày nay). Khi ấy, Irênê, Tertullianus và Epiphanius cho rằng các kinh luật mà Marcion đưa ra đã bị ông sửa chữa cho phù hợp với quan điểm thần học của mình; nhiều học giả hiện đại cũng nhất trí với ý kiến này. Tuy vậy, một số học giả lại cho rằng Marcion đã không chỉnh sửa các bản văn đó, mà thực ra là một số phiên bản cổ hơn bản kinh thông dụng. Như Phúc Âm Mác mà Marcion sử dụng không có các chi tiết về sự giáng sinh và thời niên thiếu của Chúa Giêsu. Thú vị ở chỗ nó lại có những chi tiết thuộc về Do Thái thách thức lại tính đúng đắn của thuyết nhị nguyên Marcion - là bằng chứng được các Kitô hữu tiên khởi khai thác khi tranh biện chống lại Marcion.

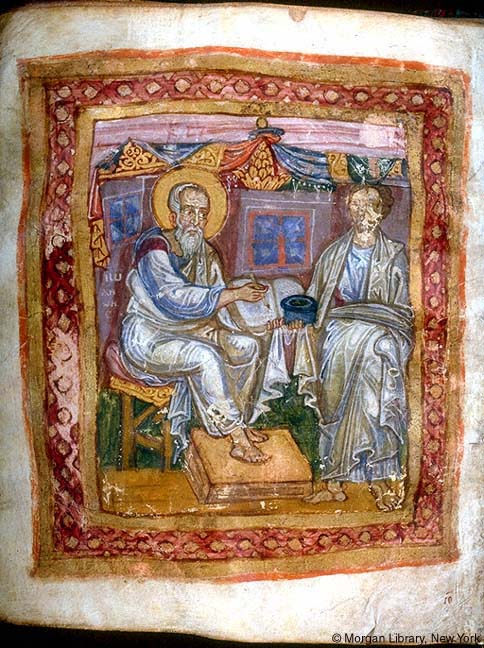
Thánh Ioannes Tông đồ (trái) và Marcion thành Sinope (phải), từ Thư viện Morgan MS 748, thế kỷ 11

Trọng tâm của các thư tín Phaolô trong kinh luật Marcion phản ánh thực tế rằng Marcion coi Phaolô là người biên dịch và truyền tải đúng đắn những giảng dạy của Chúa Giêsu, đối lập với Mười Hai Tông Đồ và hội thánh Jerusalem lúc đó. Dựa trên các thư tín Phaolô, Marcion khằng định sự cứu rỗi đến duy bởi đức tin vào Chúa Giêsu, chứ không phải bằng cách tuân theo luật Do Thái. Marcion đã triển khai sự khác biệt Phaolô đề ra giữa luật pháp và đức tin vào Chúa Giêsu dẫn đến kết quả là tách biệt hoàn toàn Luật pháp Cựu Ước và Phúc Âm. Theo nghĩa này, Marcion được đánh giá là làm trọn thành quan điểm Phaolô nhưng đồng thời đã cực đoan hóa giáo huấn của vị sứ đồ này.

## Thuyết ngộ đạo
Marcion đôi khi được mô tả như là một triết gia ngộ đạo. Ông đưa ra một số ý tưởng phù hợp với suy tưởng ngộ đạo. Như những người theo thuyết ngộ đạo, ông tin rằng Chúa Giêsu là một thần linh xuất hiện trong hình dáng con người, nhưng không thực sự có một thân xác (xem thuyết ảo nhân).
Tuy nhiên, luận thuyết Marcion về Thiên Chúa lại không thể dung hòa với suy tưởng ngộ đạo thuyết tổng quát. Đối với một số tín đồ thuyết ngộ đạo, một số người được sinh ra với một chút Thánh Linh trú ngụ trong linh hồn họ (giống như khái niệm về tàn lửa thiêng liêng). Do đó mà họ tin rằng Thiên Chúa thực sự liên hệ cách mật thiết và là một phần của giới thụ tạo. Ơn cứu độ hệ tại ở việc quay lưng với thế giới thực (nơi mà tín đồ ngộ đạo thuyết cho là ảo ảnh) và chấp nhận những phẩm chất giống Chúa trong chính mình. Ngược lại, Marcion thì cho rằng Cha Trên Trời của Chúa Giêsu là một vị thần hoàn toàn đứng ngoài cuộc và không hề dự phần vào công cuộc sáng thế hay có bất kỳ một mối liên hệ nào với thế giới này. Theo Bart D. Ehrman: "Ta không nên quy kết rằng ông Marcion là một tín đồ thuyết ngộ đạo; ông ta cho rằng chỉ tồn tại hai Thiên Chúa, chứ không nói là có nhiều Thiên Chúa; ông ta không coi thế giới này là một thảm họa vũ trụ, nhưng là thụ tạo của Thiên Chúa theo Cựu Ước; và ông ta cũng không cho rằng những tia sáng thiêng liêng tồn tại nơi cơ thể con người có thể được giải thoát bằng cách thấu hiểu 'sự ngộ đạo' đích thực. Bên cạnh đó, có vẻ như quan điểm đậm chất ảo nhân thuyết của ông không tương đồng với cái quan điểm đặc trưng của những người theo ngộ đạo thuyết."